# كلية دبي الإنجليزية
كلية دبي الإنجليزية هي كلية دولية تقع في دبي، الإمارات. تأسست في عام 1992.
يقع المبنى في الصفا ويضم مسبحًا وصالة رياضية ومكتبتين وملعب كرة قدم وملعب كرة سلة واستوديو فني وغرفة مشتركة للصف السادس.

## التاريخ
إن الكلية الإنجليزية هي مدرسة مستقلة تم افتتاحها في 1 أبريل 1992. في يناير 2019، اندمجت الكلية الإنجليزية مع مدرسة مانور الابتدائية وأصبحت مدرسة شاملة: مدرسة ابتدائية (من الصف الأول إلى الصف السادس) ومدرسة ثانوية (من الصف السابع إلى الصف الثالث عشر).

## تصنيف المدرسة
هيئة المعرفة والتنمية البشرية هي هيئة ضمان جودة التعليم ومقرها دبي، تتولى إدارة وتفتيش التعليم المبكر والمدارس ومؤسسات التعليم العالي، ثم تنشر تقارير شاملة عنها. منحت هيئة المعرفة والتنمية البشرية كلية اللغة الإنجليزية بدبي تصنيف "جيد جدًا" من حيث الأداء العام لعامين متتاليين.

## الروابط الخارجية
1. ↑  "Inspection and Accreditation | The English College Dubai". The English School Dubai (بالإنجليزية الأمريكية). Retrieved 2024-10-13.

- The English College, Dubai website
- Edexcel website
- AQA website